# Маркович Микола Парменович
Микола Парменович Маркович (1869, Сваркове, Глухівський повіт, Чернігівська губернія — після 1917) — глухівський предводитель дворянства, член IV Державної думи від Чернігівської губернії.

## Життєпис
Православний. Зі спадкових дворян Чернігівської губернії. Землевласник Чернігівської, Курської та Орловської губерній (1470 десятин).
Вищу освіту здобуввав на юридичному факультеті Харківського університету, який закінчив у 1894 році з дипломом 1-го ступеня.
Після закінчення університету присвятив себе громадській діяльності. Обирався почесним мировим суддею Глухівського повіту (з 1894), гласним Глухівських повітових та Чернігівських губернських земських зборів. У 1899 році був призначений земським начальником 4-ї ділянки Глухівського повіту. На цій посаді перебував до 1906 року, коли був обраний глухівським повітовим предводителем дворянства. На цій посаді залишався до перевороту 1917 року.
Крім того, був головуючим директором Глухівського тюремного комітету (з 1899), членом губернської земської ревізійної комісії (з 1901) та членом від земства в урядовій оціночній комісії (з 1904). Дослужився до чину надвірного радника (1906), отримав придворне звання камер-юнкера. Серед нагород мав ордени св. Анни 2-го та 3-го ступеня, св. Станіслава 2-го ступеня, а також пам'ятні медалі на честь царювання Олександра III і 300-річчя царювання будинку Романових.
1912 року був обраний членом Державної думи від Чернігівської губернії. Входив до фракції центру, а з 1915 року — і до «Прогресивного блоку». Був членом комісій: із запитів, з виконання державного розпису доходів і видатків, з місцевого самоврядування, зі спрямування законодавчих проєктів і земельної.
У 1913 році клопотав про дозвіл на повернення до Росії для Михайла Трофименка (1885-після 1913), сина колеги по Чернігівському земству, депутата Державної думи II скликання Павла Трофименка. У січні 1908 року Михайло Трофименко брав участь у викраденні з метою викупу Богдана Юзбашева, сина заможного тифлісця, гроші призначалися для революційних цілей. Оскільки його притягнули до кримінальної відповідальності, він зумів сховатися за кордоном. Клопоти закінчилися безрезультатно.
У Першу світову війну перебував уповноваженим Головного комітету Всеросійського земського та міського союзів із постачання армії у Південному районі (1916).
1918 року комітет бідноти села Сваркове, де був маєток Миколи Марковича прийняв рішення вигнати його з родиною із села. При цьому знищили чудовий двоповерховий маєток із приблизно 40 кімнатами та найкращою в регіоні бібліотекою, заснованою Яковом Марковичем. Довгий час подальша доля родини Марковичів залишалася невідомою, аж доки у 2001 році до села вперше приїхав онук Миколи Парменовича — Мішель, який розповів, що рродина його нащадків мешкає у Франції.
Був одружений, мав двох синів.